# Eritrea ai XVII Giochi paralimpici estivi
L'Eritrea ha partecipato ai XVII Giochi paralimpici estivi che si sono svolti a Parigi in Francia, dal 28 agosto all'8 settembre 2024, con una delegazione di un atleta uomo, che ha gareggiato in una disciplina. Questa è stata la prima partecipazione dell'Eritrea ai Giochi paralimpici.

## Atletica leggera
Fonte:
| Atleta                     | Evento                       | Finale    | Finale    |
| Atleta                     | Evento                       | Risultato | Posizione |
| -------------------------- | ---------------------------- | --------- | --------- |
| Sibhatu Kesete Weldemariam | 100 metri piani T54 maschili | 19"81     | 7°        |
| Sibhatu Kesete Weldemariam | 400 metri piani T54 maschili | dq        | -         |